# Neuwiedia balansae
Neuwiedia balansae é uma espécie de orquídea terrestre, família Orchidaceae, que habita o sul do Vietnam.